# FC Daugava
FC Daugava (até 2007: FC Ditton), é um time de futebol da cidade de Dunaburgo na Letônia. Disputa a primeira divisão do futebol do país. Em 2007, o clube mudou de nome de FC Ditton para FC Daugava.

## Elenco atual
Atualizado em 25 de abril de 2010 .
Nota: Bandeiras indicam equipe nacional, conforme definido pelas regras de elegibilidade da FIFA. Os jogadores podem ter mais de uma nacionalidade não-FIFA.
| N.º |         | Posição | Jogador                   |
| --- | ------- | ------- | ------------------------- |
| 1   | Letónia | G       | Māris Eltermanis          |
| 5   | Letónia | D       | Oļegs Timofejevs          |
| 6   | Letónia | A       | Andrejs Kovaļovs          |
| 8   | Geórgia | D       | Giorgi Chikradze          |
| 9   | Letónia | M       | Mihails Ziziļevs          |
| 10  | Geórgia | M       | Jamal Jaliashvili         |
| 11  | Letónia | M       | Jurijs Sokolovs (captain) |
| 12  | Letónia | G       | Vadims Fjodorovs          |
| 15  | Rússia  | D       | Yuriy Shelenkov           |
| 16  | Letónia | A       | Ēriks Kokins              |
| 19  | Letónia | M       | Valērijs Afanasjevs       |
| 21  | Letónia | A       | Ričards Raščevskis        |
| 22  | Letónia | D       | Jevgēņijs Simonovs        |
| 30  | Letónia | D       | Vadims Logins             |

| N.º |          | Posição | Jogador                   |
| --- | -------- | ------- | ------------------------- |
| 35  | Letónia  | G       | Giorgijs Čizovs           |
| --  | Geórgia  | A       | Mamuka Ghonghadze         |
| --  | Camarões | A       | Lionnel Franck Djimgou    |
| --  | Letónia  | M       | Vladimirs Volkovs         |
| --  | Geórgia  | M       | Georgi Tsakadze           |
| --  | Geórgia  | M       | Davit Pailodze            |
| --  | Rússia   | M       | Yuriy Kostyukov           |
| --  | Letónia  | D       | Rolands Jankovskis        |
| --  | Letónia  | D       | Aleksejs Kuplovs-Oginskis |
| --  | Rússia   | D       | Yury Kotyukov             |
| --  | Letónia  | D       | Maksims Deņisevičs        |
| --  | Letónia  | A       | Māris Jasvins             |
| --  | Camarões | A       | Lionnel Franck            |
| --  | Letónia  | G       | Jevgēņijs Ņerugals        |